# José Roberto de Oliveira
José Roberto de Oliveira, conocido como Zé Roberto (Itumbiara, Goiás, 9 de diciembre de 1980), es un futbolista brasileño. Juega de volante ofensivo y su actual equipo es el EC Bahia del Campeonato Brasileño de Serie A.

## Trayectoria
En agosto de 2006 los representantes de Zé Roberto llegaron a un acuerdo de traspaso entre el Botafogo y el FC Schalke 04 por 3 millones de euros. Su llegada a Alemania se produjo en enero de 2007. Debutó con el Schalke 04 el 3 de febrero, al ser sustituido en el minuto 90; a los 33 segundos de estar en el campo anotó su primer gol en la Bundesliga.

## Clubes
| Club                    | País     | Año       |
| ----------------------- | -------- | --------- |
| Clube Atlético Juventus | Brasil   | 1999      |
| Cruzeiro                | Brasil   | 2000      |
| → SL Benfica            | Portugal | 2001      |
| Portuguesa              | Brasil   | 2001      |
| Vitória                 | Brasil   | 2002-2003 |
| Kashiwa Reysol          | Japón    | 2004      |
| Vitória                 | Brasil   | 2005      |
| Botafogo                | Brasil   | 2005-2006 |
| Schalke 04              | Alemania | 2007      |
| → Flamengo              | Brasil   | 2009      |
| Vasco da Gama           | Brasil   | 2010      |
| Internacional           | Brasil   | 2011      |
| EC Bahia                | Brasil   | 2012-     |

- El símbolo (→) indica que fue cedido a préstamo.

## Palmarés

### Campeonatos nacionales
| Título             | Club     | País   | Año  |
| ------------------ | -------- | ------ | ---- |
| Copa Guanabara     | Botafogo | Brasil | 2006 |
| Campeonato Carioca | Botafogo | Brasil | 2006 |
| Copa de Río        | Botafogo | Brasil | 2007 |
| Copa de Río        | Flamengo | Brasil | 2009 |
| Campeonato Carioca | Flamengo | Brasil | 2009 |
| Serie A            | Flamengo | Brasil | 2009 |

### Distinciones individuales
| Distinción                                               | Año  |
| -------------------------------------------------------- | ---- |
| Balón de Plata de Brasil, otorgado por la revista Placar | 2006 |